# Даль Абако, Эваристо Феличе
Эваристо Феличе Даль Абако (итал. Evaristo Felice Dall'Abaco, 12 июля 1675, Верона — 12 июля 1742, Мюнхен) — итальянский композитор, скрипач и виолончелист эпохи барокко.

## Биография
Даль Абако родился в семье гитариста Дамиана Даль Абако в Вероне. Его сын — Иосиф Даль Абако (1710—1805), виолончелист и композитор.
Учился у Джузеппе Торелли игре на скрипке и виолончели, начинал музыкальную карьеру вместе со скрипачом Томазо Антонио Витали в Модене. К 1704 году поступил на службу ко двору курфюрста Баварии Максимилиана II Эммануила в качестве Kammermusiker. Спустя несколько месяцев покинул вместе со двором Мюнхен и переехал в Брюссель, куда после поражения в Гохштедтском сражении отправился курфюрст Максимилиан, бывший также штатгальтером Испанских Нидерландов. В это время изучал французскую музыку, впоследствии оказавшую влияние на его творчество. В Брюсселе у него родился сын Джузеппе Клементе, ставший впоследствии виолончелистом. К моменту возвращения в Мюнхен Эваристо Феличе стал придворным капельмейстером и занимал эту должность вплоть до 1740 года.
Э. Ф. Даль Абако — один из выдающихся мастеров итальянской камерно-инструментальной музыки начала XVIII века.
В честь композитора названы:
- Консерватория в Вероне[5].
- Улица в Мюнхене (Abacostraße)
- Оркестр Мюнхенского университета Людвига-Максимилиана[6].

## Опубликованные произведения
- Опус 1: 12 Sonate da Camera, для скрипки и виолончели и генерал-баса (basso continuo)
- Опус 2: 12 Concerti à quattro da Chiesa
- Опус 3: 12 Sonate da Chiesa à tre
- Опус 4: 12 Sonate da Camera для скрипки и виолончели
- Опус 5: 6 Concerti à più Istrumenti
- Опус 6: 12 Concerti à più Istrumenti
- Serenata à 4 voci con strumenti сочиненная к именинам Кёльнского курфюрста Клемента Августа